# 西海市立西海北小学校
西海市立西海北小学校（さいかいしりつ さいかいきたしょうがっこう, Saikai City Saikaikita Elementary School）は、長崎県西海市西海町横瀬郷にある公立小学校。略称「西海北」（さいかいきた）、「北小」（きたしょう）。

## 概要
歴史
1958年（昭和33年）に当時の西海村立小学校の分校2校を統合する形で独立開校した「西海村立北小学校」を前身とする。2005年（平成17年）の町村合併により、現校名となった。2013年（平成25年）に創立55周年を迎えた。
学校教育目標
「切磋琢磨の精神を継承し、人間尊重の精神を基調として生きる力を育み、基礎学力を培い、知・徳・体の調和のとれた人間性豊かな西海北小の子どもを育てる。」
校章
ユリの花弁を図案化したものを背景にして中央に「北小」の文字（縦書き）を置く。
校歌
1978年（昭和53年）に制定された。作詞は原口喜久也、作曲は富永博による。歌詞は2番まであり、両番に校名の「北小学校」が登場する。
校区
住所表記で西海市西海町の後に「横瀬東（第1・第2・第3・第4）、横瀬西（下町・町ノ辻・丸山・中原・寄船）、面高（宮ノ下・中・新屋敷・岳の城・新田）」が続く地域。中学校区は西海市立西海中学校。

## 沿革
- 1958年（昭和33年）10月1日 - 西海村立瀬川小学校横瀬分校と西海村立面高小学校面高分校が統合され、「西海村立北小学校」が開校。
- 1959年（昭和34年）7月15日 - 校舎が完成。
- 1962年（昭和37年）5月1日 - パン・ミルク補食給食を開始。
- 1963年（昭和38年）12月12日 - 完全給食を開始。
- 1969年（昭和44年）1月1日 - 町制施行により、「西海町立北小学校」に改称。
- 1979年（昭和54年）1月24日 - 体育館が完成。
- 1983年（昭和58年）3月10日 - 新校舎が完成。
- 1991年（平成3年）3月12日 - プールが完成。
- 1995年（平成7年）3月31日 - コンピュータ室を設置。
- 2005年（平成17年）4月1日 - 西海市の発足により、「西海市立西海北小学校」（現校名）と改称。

## 交通アクセス
最寄りのバス停
- さいかい交通（長崎自動車（長崎バス））「北小学校前」バス停

最寄りの道路
- 国道202号

## 参考資料
- 「西海町郷土誌」（2005年（平成17年）3月31日（閉町日）発行, 西海町教育委員会）